# Grisignana
Grisignana (in croato Grožnjan) è un comune croato di 736 abitanti, nella Regione istriana; il suo nome antico era Graeciniana, derivante probabilmente dal colle roccioso sul quale è ubicata.
Secondo i dati del censimento del 2011, è l'unico comune in Croazia in cui la maggioranza della popolazione (56,52%) è di madrelingua italiana.

## Geografia fisica

### Territorio
Grisignana si trova su un colle affacciato sulla valle del Quieto, nell'Istria nord-occidentale. Ha delle fortificazioni risalenti al periodo veneziano. Nei pressi dell'abitato sorgono alcune cave, oggi in disuso, di pietra d'Istria: si dice che una parte di Venezia fu costruita con la pietra estratta dalle cave locali. Grisignana era definita "castello" ed era cinta da mura con due porte d'accesso: la Porta Maggiore è ben conservata, con un ponte levatoio e lo stemma del capitano Pietro Dolfin.

### Clima
| Grisignana          | Mesi | Mesi | Mesi | Mesi | Mesi | Mesi | Mesi | Mesi | Mesi | Mesi | Mesi | Mesi | Stagioni | Stagioni | Stagioni | Stagioni | Anno  |
| Grisignana          | Gen  | Feb  | Mar  | Apr  | Mag  | Giu  | Lug  | Ago  | Set  | Ott  | Nov  | Dic  | Inv      | Pri      | Est      | Aut      | Anno  |
| ------------------- | ---- | ---- | ---- | ---- | ---- | ---- | ---- | ---- | ---- | ---- | ---- | ---- | -------- | -------- | -------- | -------- | ----- |
| T. max. media (°C)  | 6,5  | 7,7  | 10,9 | 14,8 | 19,5 | 23,1 | 25,9 | 25,6 | 22,0 | 17,3 | 11,7 | 8,3  | 7,5      | 15,1     | 24,9     | 17,0     | 16,1  |
| T. min. media (°C)  | 2,1  | 2,4  | 4,7  | 7,7  | 12,1 | 15,6 | 18,2 | 18,1 | 15,1 | 11,2 | 6,4  | 3,7  | 2,7      | 8,2      | 17,3     | 10,9     | 9,8   |
| Precipitazioni (mm) | 80   | 74   | 77   | 92   | 85   | 91   | 73   | 94   | 113  | 106  | 125  | 96   | 250      | 254      | 258      | 344      | 1 106 |

## Storia

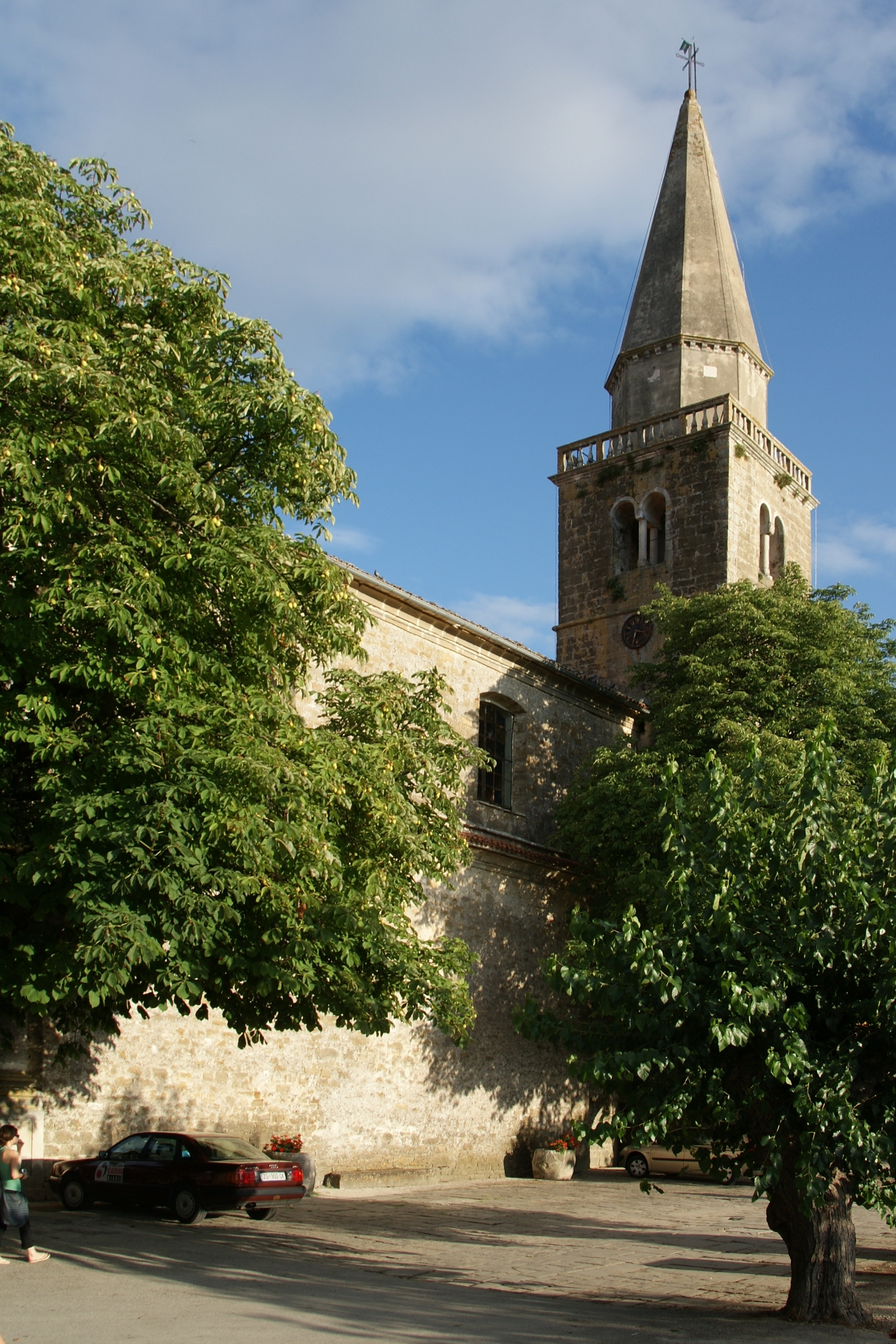
Chiesa di Grisignana

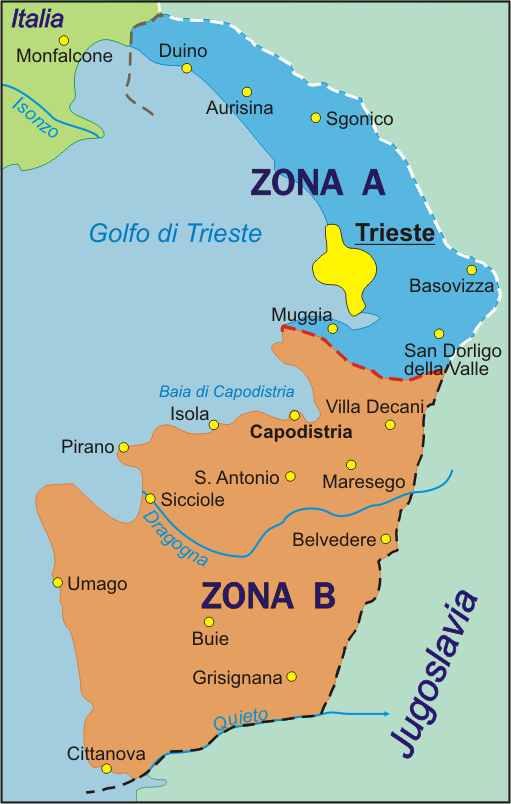
Mappa del territorio Libero di Trieste

Fu un importante insediamento in età preromana, e più tardi fortezza romana.
Popolata da popolazioni autoctone fin dai tempi dell'antica Roma, a Ponte Portòn, nei pressi del fiume Quieto, passava la via consolare romana Flavia e vi era il porto di Bastia, che fu attivo per secoli con il fiume transitabile dall'Antenal di Cittanova fino alle Terme di S. Stefano; inoltre, nei pressi del porto, alla foce del torrentello che scende da Portole, sorse il monastero benedettino di San Pietro, che dipendeva dall'antico monastero di San Giovanni Battista di Dalia di Cittanova.
Nel 1100 apparvero alcune notizie di un centro denominato Castrum Grisiniana. Cento anni più tardi entrò a far parte del dominio dei Pietrapelosa, per rimanervi fino al 1339, anno di morte di Pietro di Pietrapelosa. Da questo periodo in poi ritornerà sotto i patriarchi di Aquileia, che la cederanno quale feudo ad alcuni nobili friulani.
Grisignana, dopo alterne vicende, passò nel Trecento sotto il dominio della Repubblica di Venezia. Venezia controllò Grisignana dal 1358 fino al 1797. Nel 1359 il Dolfin trasferì la sua residenza ufficiale da Umago a Grisignana; tra il 1360 ed il 1367 la cittadina fu fortificata con possenti mura e venne costruito il palazzo ducale. Verso il 1445, le mura del borgo furono rinforzate per fronteggiare i Turchi.
Dopo la peste del 1630 l'area di Grisignana rimase quasi spopolata. Allo scopo di rivitalizzarla, Venezia vi trasferì famiglie venete e friulane, croati e morlacchi slavizzati. Dopo il 1797, in seguito al Trattato di Campoformio Grisignana passò all'Impero Austriaco fino al 1803.
Nel 1803 fu occupata dai francesi; nel 1805, per decisione di Napoleone, Grisignana passò sotto il Regno d'Italia neocostituito. Dopo la sconfitta di Napoleone nel 1813 e la caduta del Regno Italico, ritornò sotto il dominio dell'Impero Austriaco. Nel 1834 venne in parte ricostruita la chiesetta dei Santi Cosma e Damiano: interessante il piccolo campanile a vela senza campane. Nel 1770 fu rifatto il Duomo in stile barocco; un documento attesta la presenza del Duomo già nel 1310. È possibile ammirare, oltre al Duomo e alla chiesetta già citata, anche un altro luogo di culto cattolico, quello dedicato ai Santi Vito e Modesto, nonché la Loggia veneta e il Palazzo del Podestà.
Grisignana fu un attivo centro irredentista nell'Istria asburgica e celebrò con gioia l'annessione dell'Istria nel Regno d'Italia nel 1918. La cittadina fece parte del mandamento di Buie, nel Circondario di Parenzo, a sua volta facente parte della Provincia dell'Istria.
Alla fine della Seconda guerra mondiale Grisignana fu prima inserita nella Zona B del Territorio Libero di Trieste e poi annessa alla Jugoslavia, nonostante gli italiani della Zona B costituissero più del 70%.  In conseguenza di ciò, come in diverse altre località dell'Istria, molti abitanti lasciarono il paese in quello che è meglio noto come esodo istriano.
Dal 1991, proclamatasi indipendente dalla Jugoslavia, Grisignana fa parte della Croazia.
Nel 2014, a seguito di una politica centralizzata della Croazia basata sulla riduzione delle entrate fiscali del comune, il sindaco Claudio Stocovaz, appartenente alla comunità degli italiani, ha detto che "il governo ha compiuto un passo verso l'ulteriore centralizzazione. Con gli incentivi che finora ci davano, tentavamo di rimediare al desolante quadro demografico".
Grisignana, insieme a Montona e Portole, è uno dei comuni croati ai quali sono stati tolti più fondi.

## Monumenti e luoghi d'interesse
- Chiesa dei Santi Vito, Modesto e Crescenza, costruita in stile barocco tra il 1748 e il 1770;
- Chiesa dei Santi Cosma e Damiano, del 1554;
- Loggia, del 1577;
- Palazzo Spinotti Morteani, barocco, del 1681;
- Porta Maggiore, con stemma del capitano veneziano Pietro Dolfin.

## Società

### La presenza autoctona di italiani

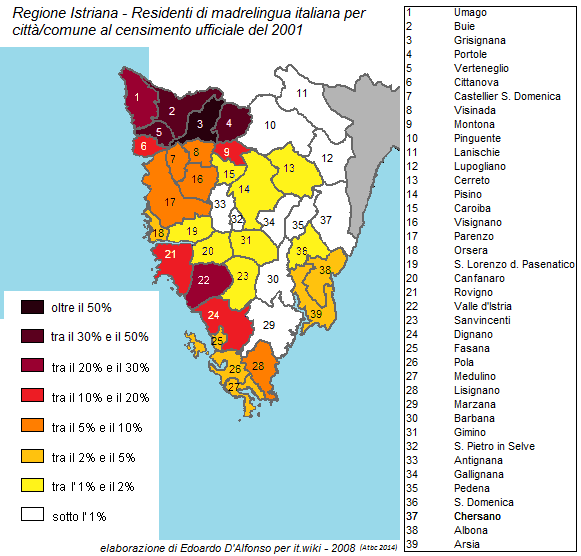
Distribuzione degli italofoni nel 2001

È presente una comunità di italiani autoctoni che rappresentano una minoranza residuale di quelle popolazioni italofone che abitarono per secoli la penisola dell'Istria e le coste e le isole del Quarnaro e della Dalmazia, territori che appartennero alla Repubblica di Venezia. La presenza di italiani a Grisignana è diminuita in seguito all'esodo giuliano dalmata, che avvenne dopo la seconda guerra mondiale e che fu anche cagionato dai "massacri delle foibe".
Secondo il censimento del 1921 vivevano a Grisignana 3586 italiani, 406 sloveni e nessun croato.
Nel censimento del 2001 circa il 66% della cittadinanza si è dichiarato italiano di madrelingua italiana. Nel 2011 tale dato era sceso al 56%, ma faceva comunque di Grisignana l'unico comune a maggioranza italiana dell'Istria e dell'intera Croazia. Gli italiani si radunano nelle locali Comunità degli Italiani di Grisignana nella cittadina e Comunità degli Italiani di Sterna nell'omonima frazione. Entrambi i sodalizi aderiscono all'Unione Italiana. 

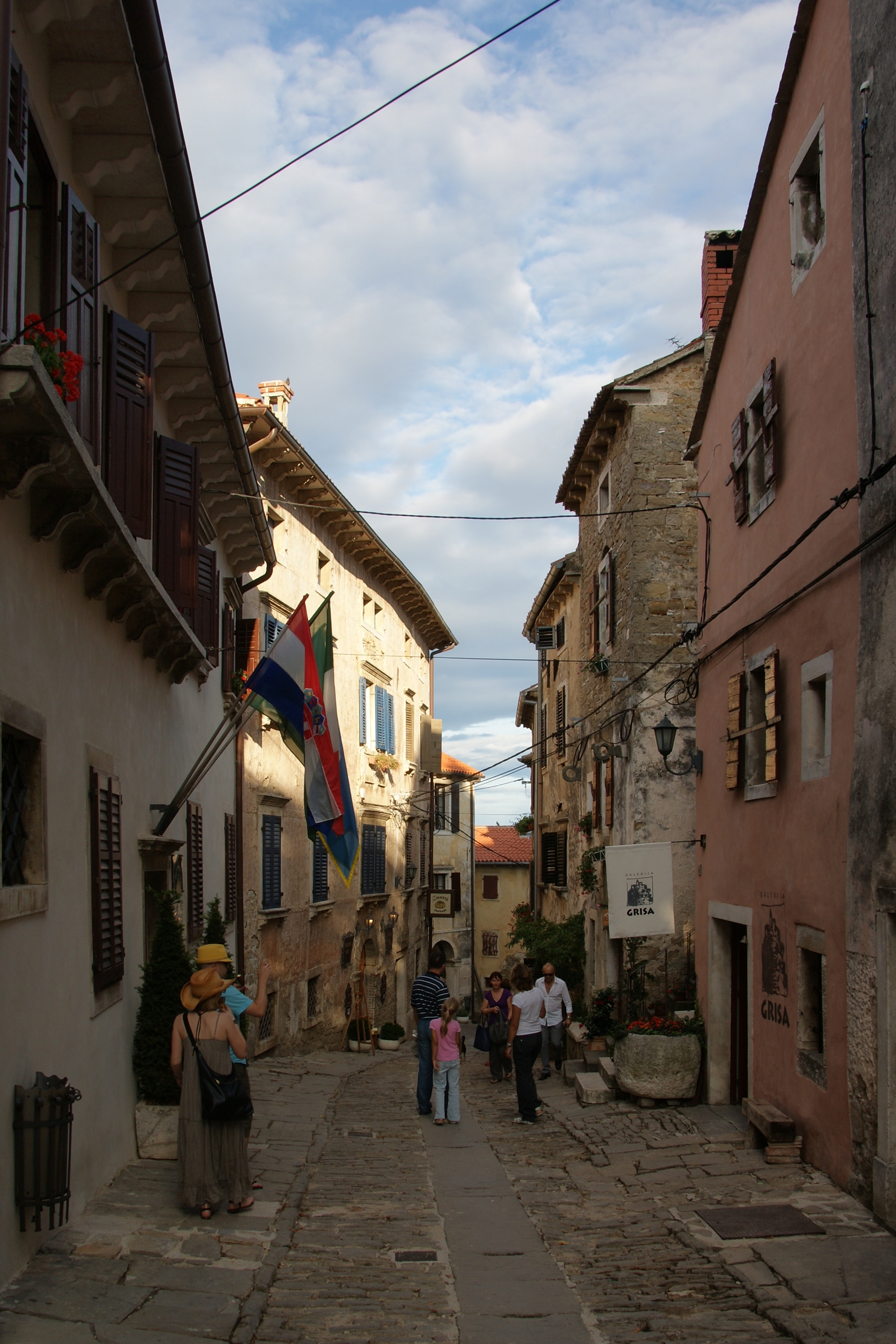
Via a Grisignana

### Lingue e dialetti
| %      | Ripartizione linguistica (gruppi principali) |
| ------ | -------------------------------------------- |
| 29,17% | madrelingua croata                           |
| 66,11% | madrelingua italiana                         |
| 3,57%  | madrelingua slovena                          |

| %      | Ripartizione linguistica (gruppi principali) |
| ------ | -------------------------------------------- |
| 37,36% | madrelingua croata                           |
| 56,52% | madrelingua italiana                         |
| 2,72%  | madrelingua slovena                          |

### Evoluzione demografica
Nella sola Grisignana:
| Evoluzione demografica | Evoluzione demografica | Evoluzione demografica | Evoluzione demografica | Evoluzione demografica | Evoluzione demografica | Evoluzione demografica | Evoluzione demografica | Evoluzione demografica | Evoluzione demografica | Evoluzione demografica | Evoluzione demografica | Evoluzione demografica | Evoluzione demografica | Evoluzione demografica | Evoluzione demografica |
| ---------------------- | ---------------------- | ---------------------- | ---------------------- | ---------------------- | ---------------------- | ---------------------- | ---------------------- | ---------------------- | ---------------------- | ---------------------- | ---------------------- | ---------------------- | ---------------------- | ---------------------- | ---------------------- |
| 1857                   | 1869                   | 1880                   | 1890                   | 1900                   | 1910                   | 1921                   | 1931                   | 1948                   | 1953                   | 1961                   | 1971                   | 1981                   | 1991                   | 2001                   | 2011                   |
| 1310                   | 1388                   | 894                    | 936                    | 997                    | 975                    | 1630                   | 1529                   | 645                    | 420                    | 382                    | 186                    | 168                    | 193                    | 185                    | 165                    |

### Religione
|                         |                         |  |     |     |
| ----------------------- | ----------------------- |  | --- | --- |
| Cristianesimo cattolico | Cristianesimo cattolico |  | 86% | 86% |
| Atei                    | Atei                    |  | 3%  | 3%  |
| Cristianesimo ortodosso | Cristianesimo ortodosso |  | 1%  | 1%  |
| Non credenti            | Non credenti            |  | 6%  | 6%  |
| Altro                   | Altro                   |  | 1%  | 1%  |

## Geografia antropica

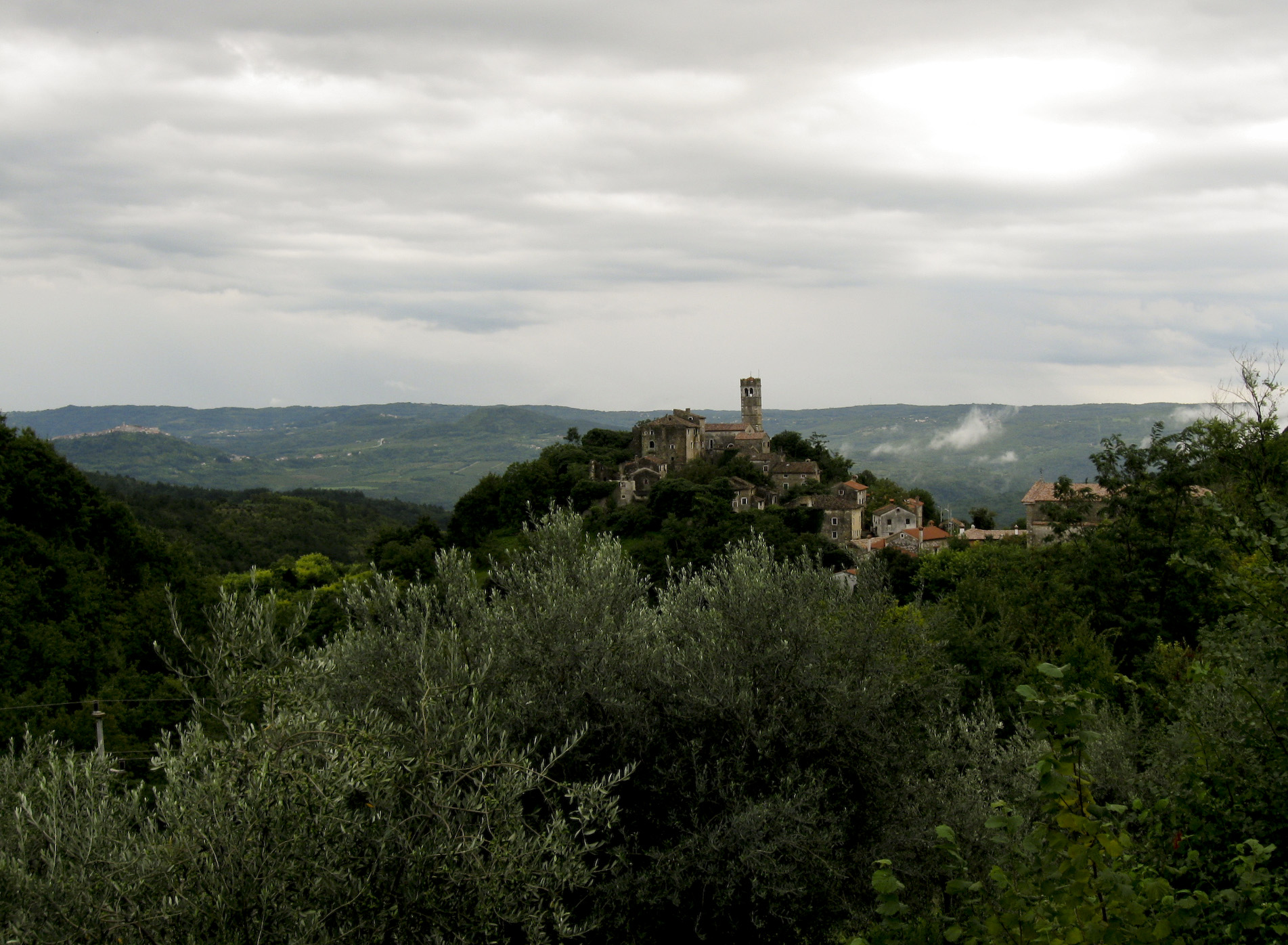
Foto del piccolo paesino Piemonte (compreso nel comune di Grisignana), dopo l'esodo rimasto praticamente disabitato

### Frazioni
Il comune di Grisignana comprende 10 frazioni:
- Antonzi (Antonci)
- Castagna (Kostanjica)
- Cuberton (Kuberton)
- Grisignana (Grožnjan), sede comunale
- Macovzi (già Macovazzi, Makovci)

- Martincici (già Villamorosa, Martinčići)
- Piemonte d'Istria (Završje)
- Sterna (Šterna)
- Terre Bianche (Bijele Zemlje)
- Vergnacco (Vrnjak)

## Galleria d'immagini

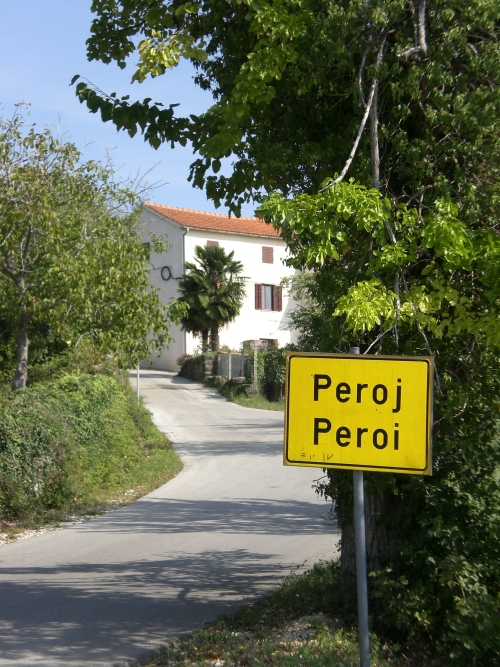
Peroi, piccola borgata di Grisignana
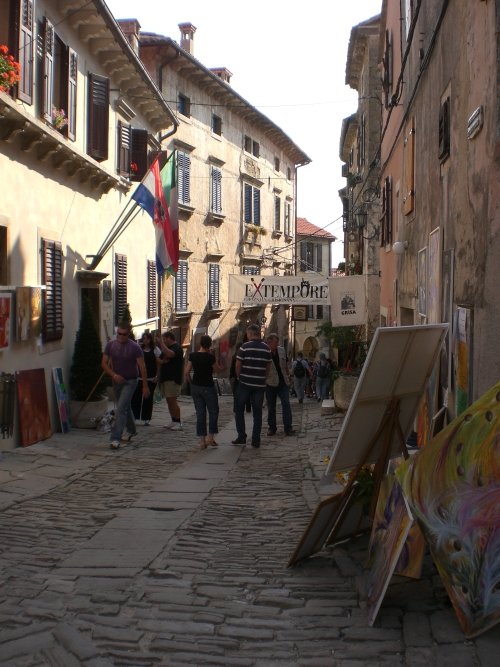
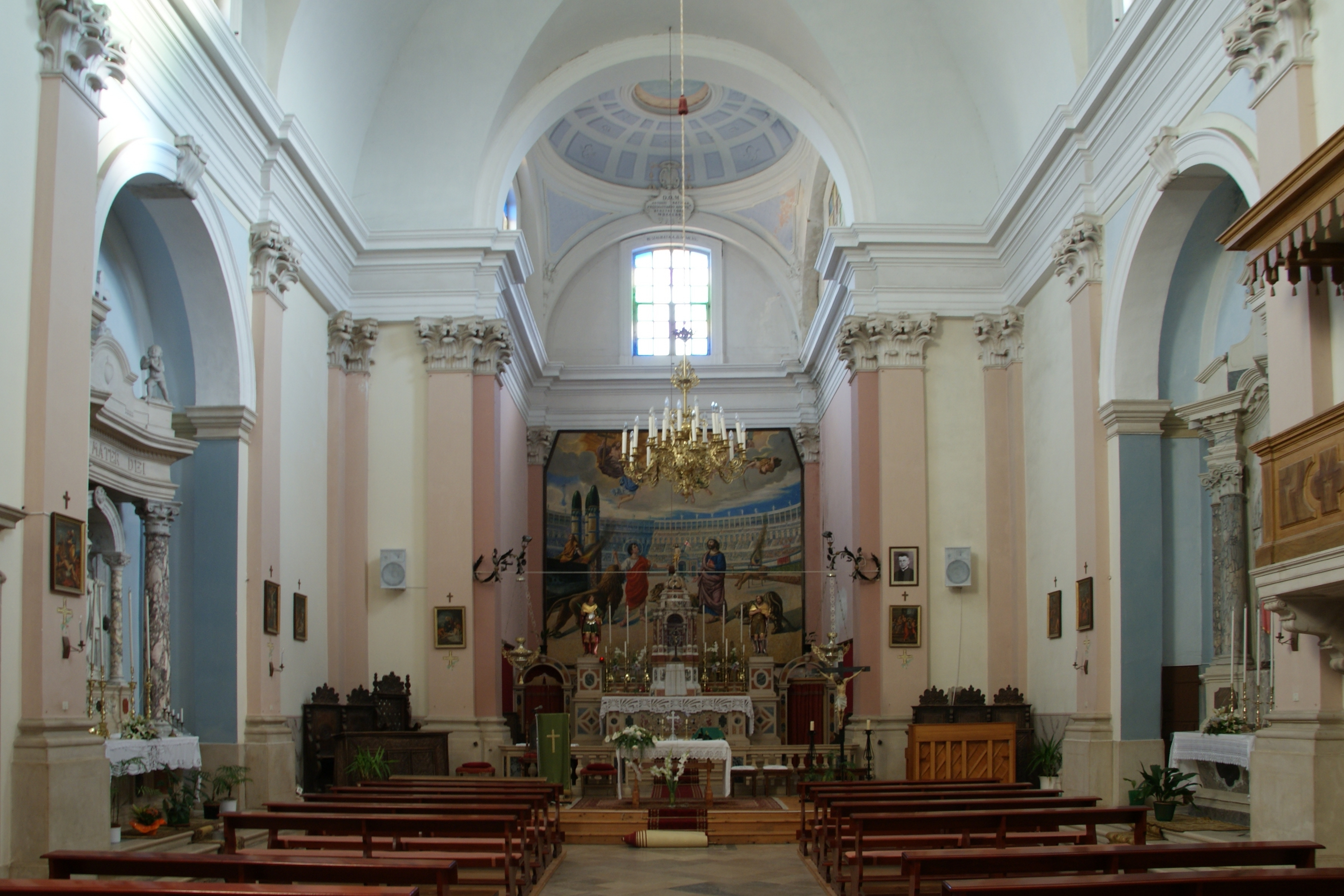
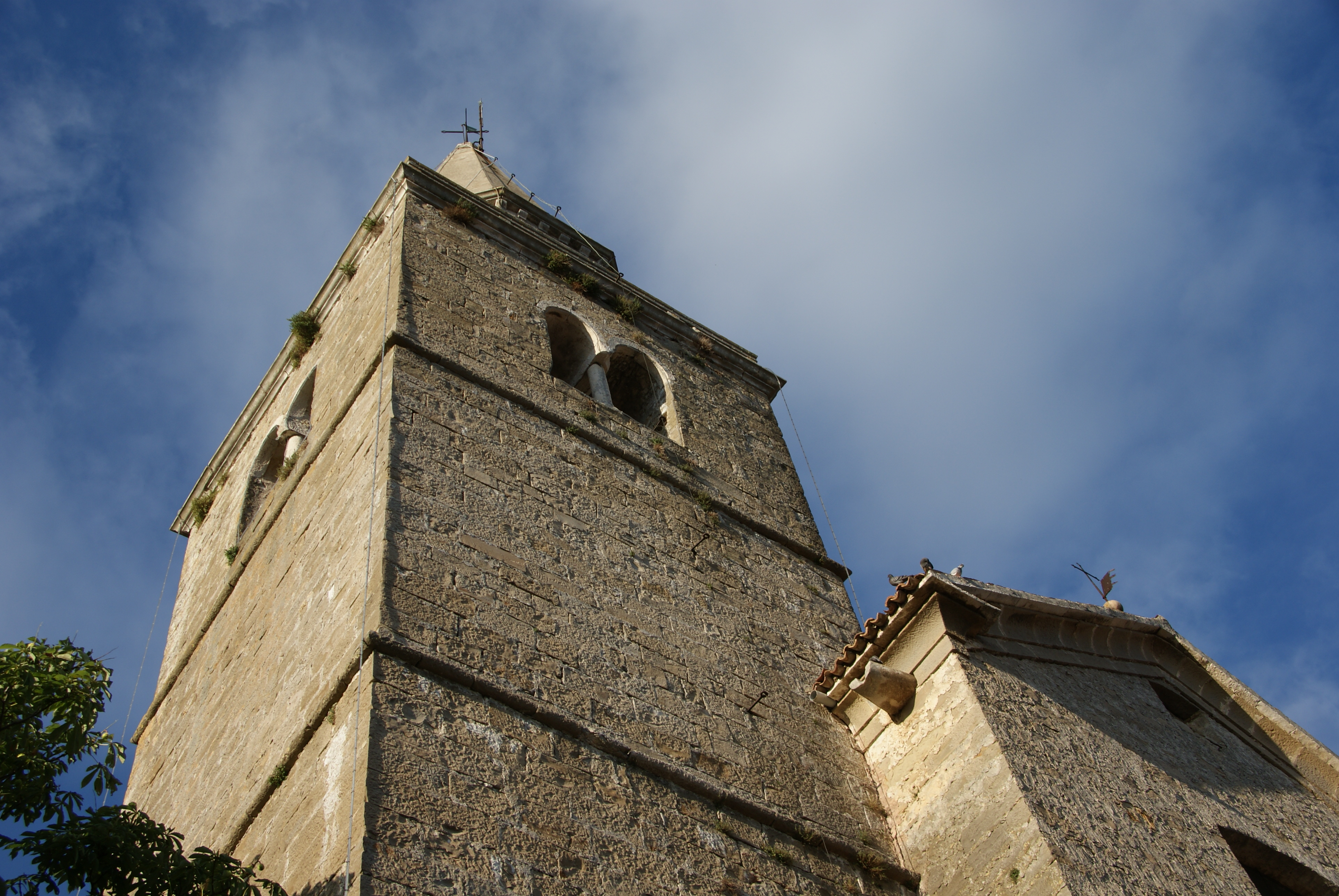
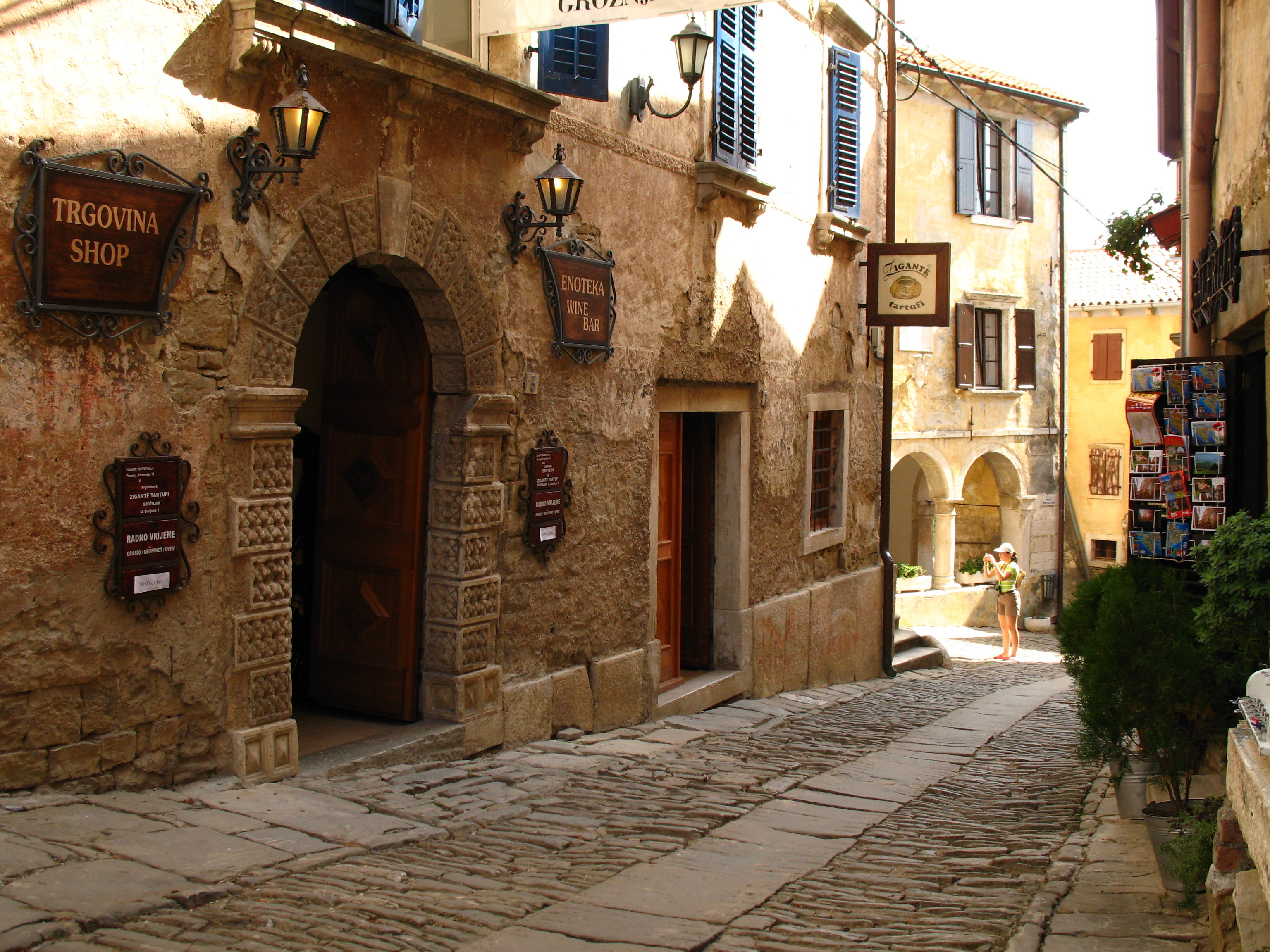
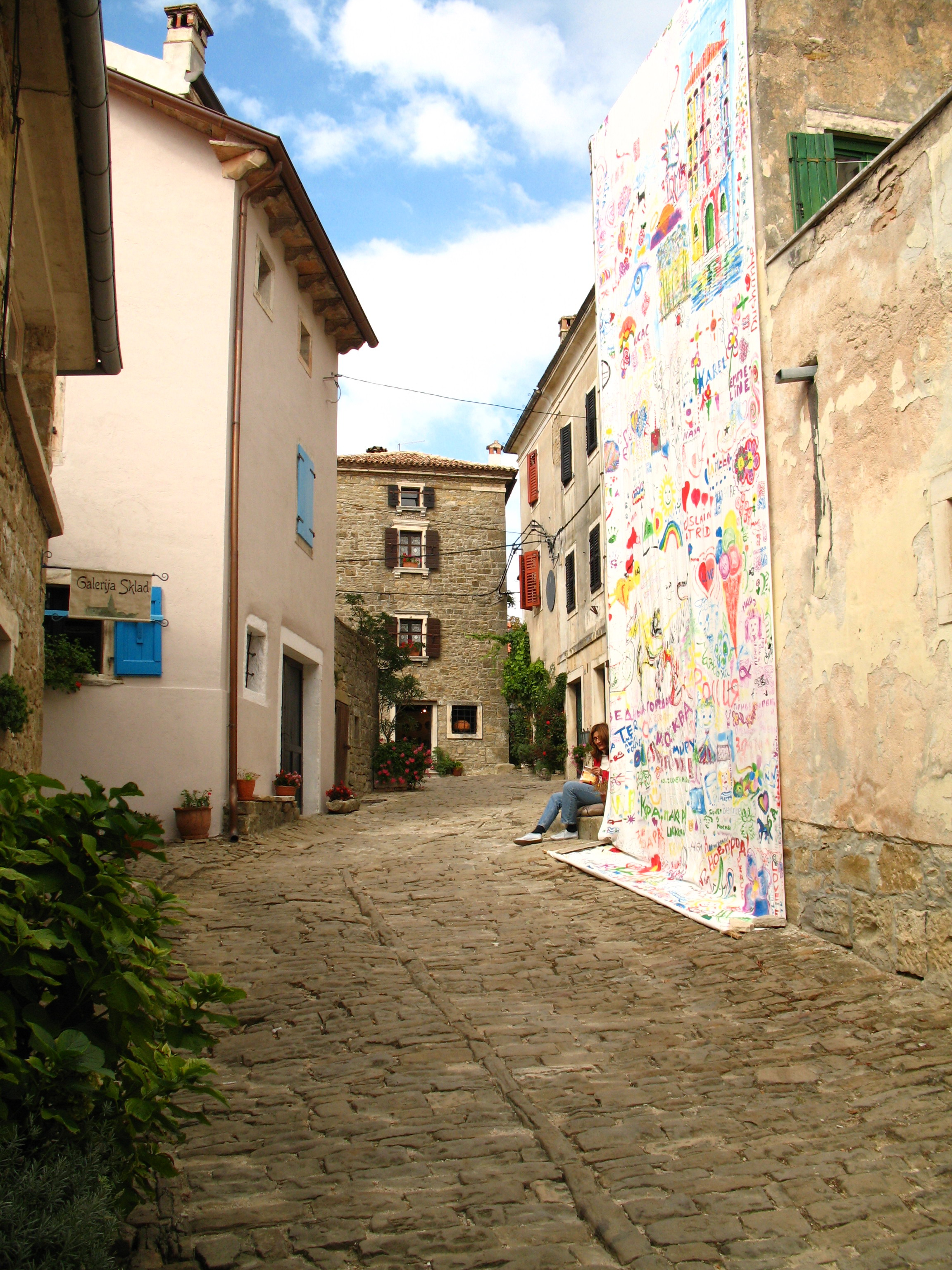
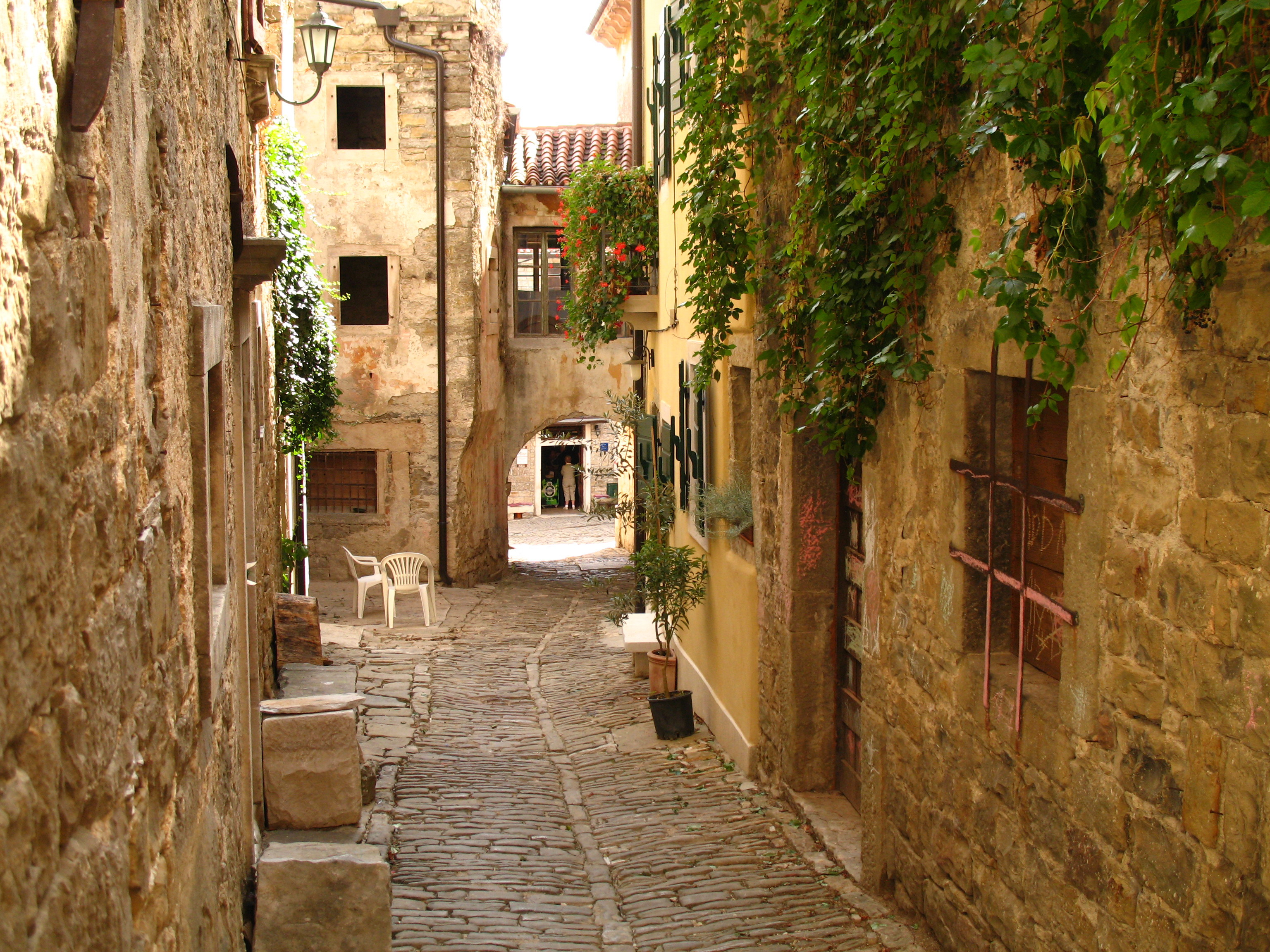
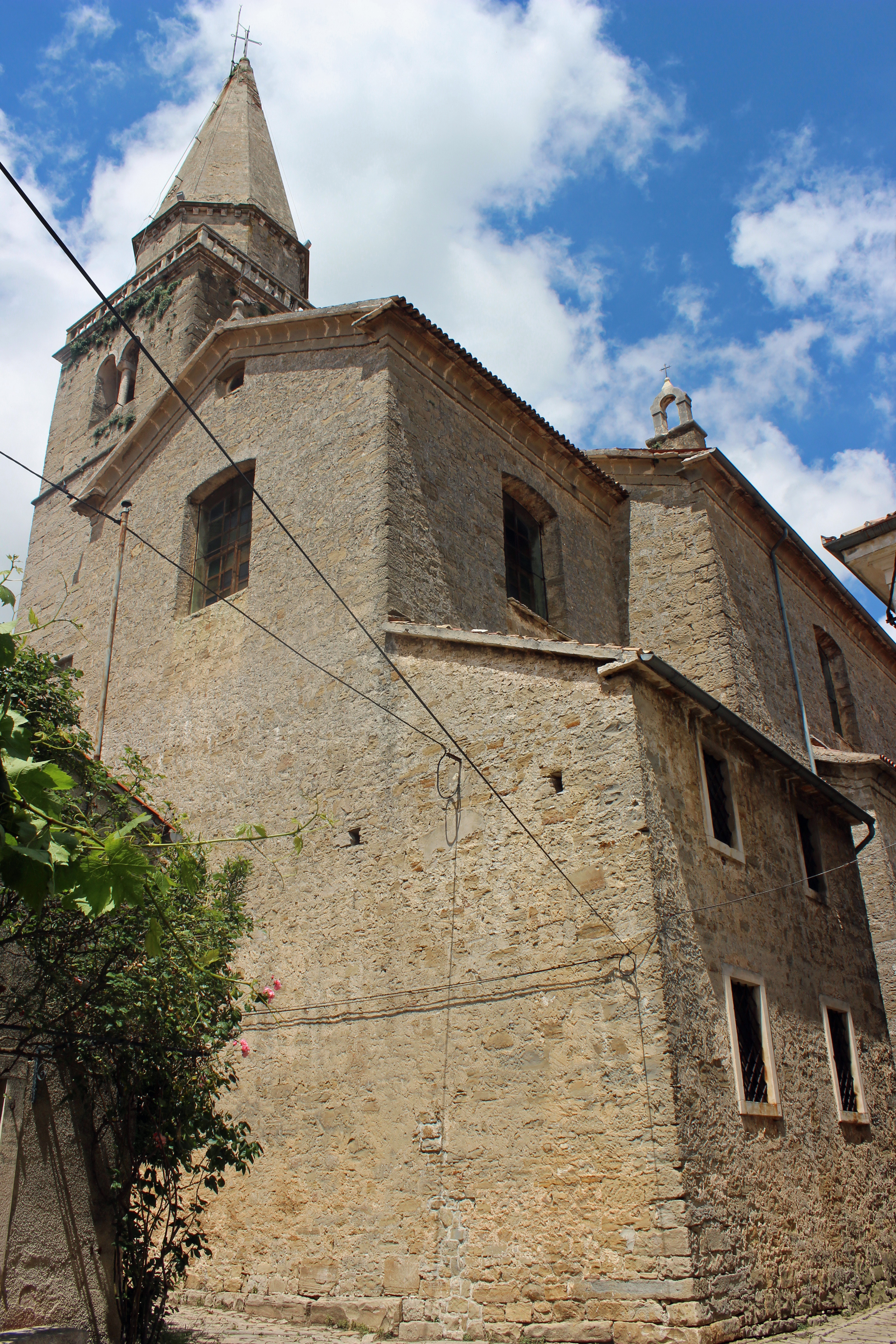
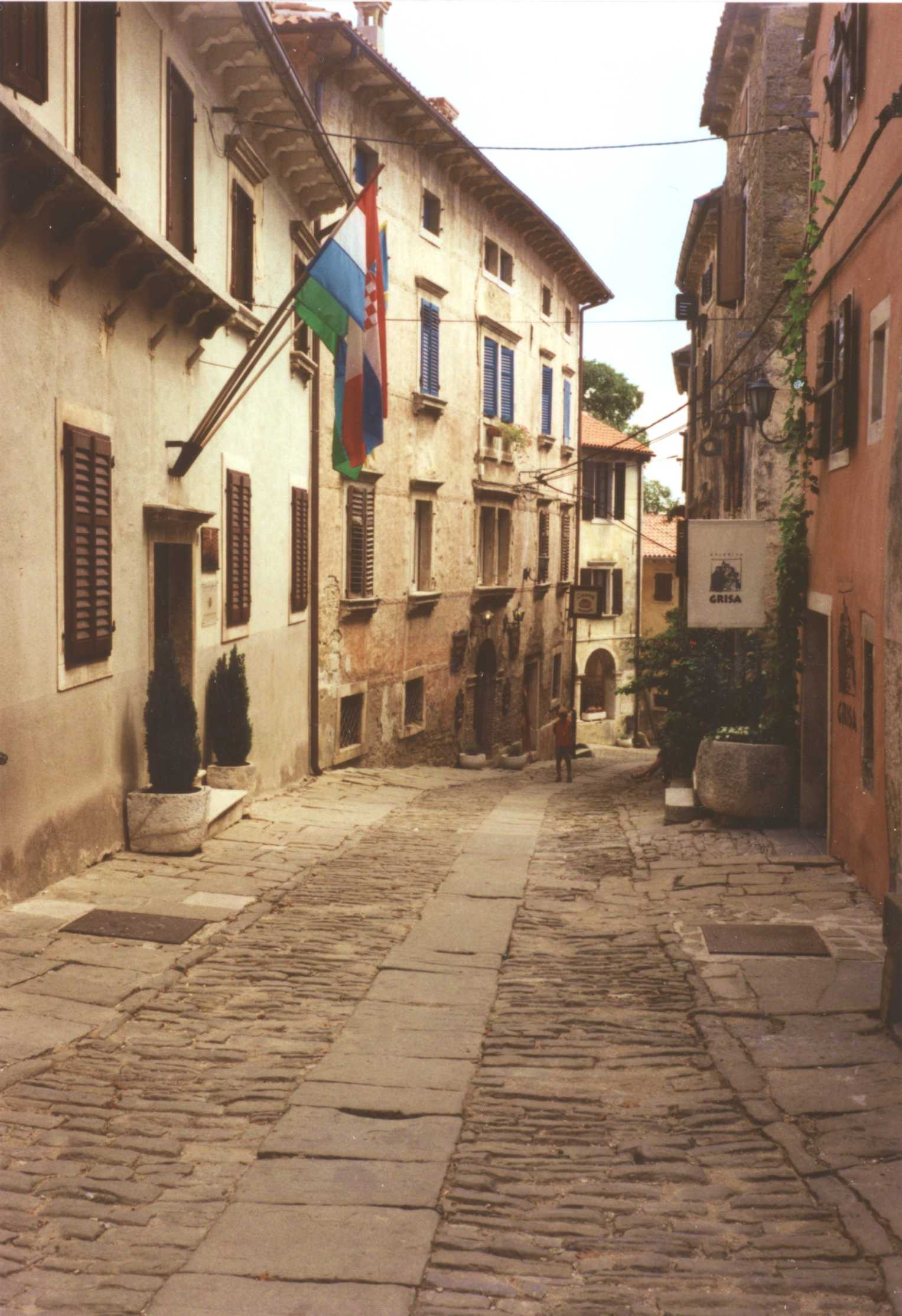
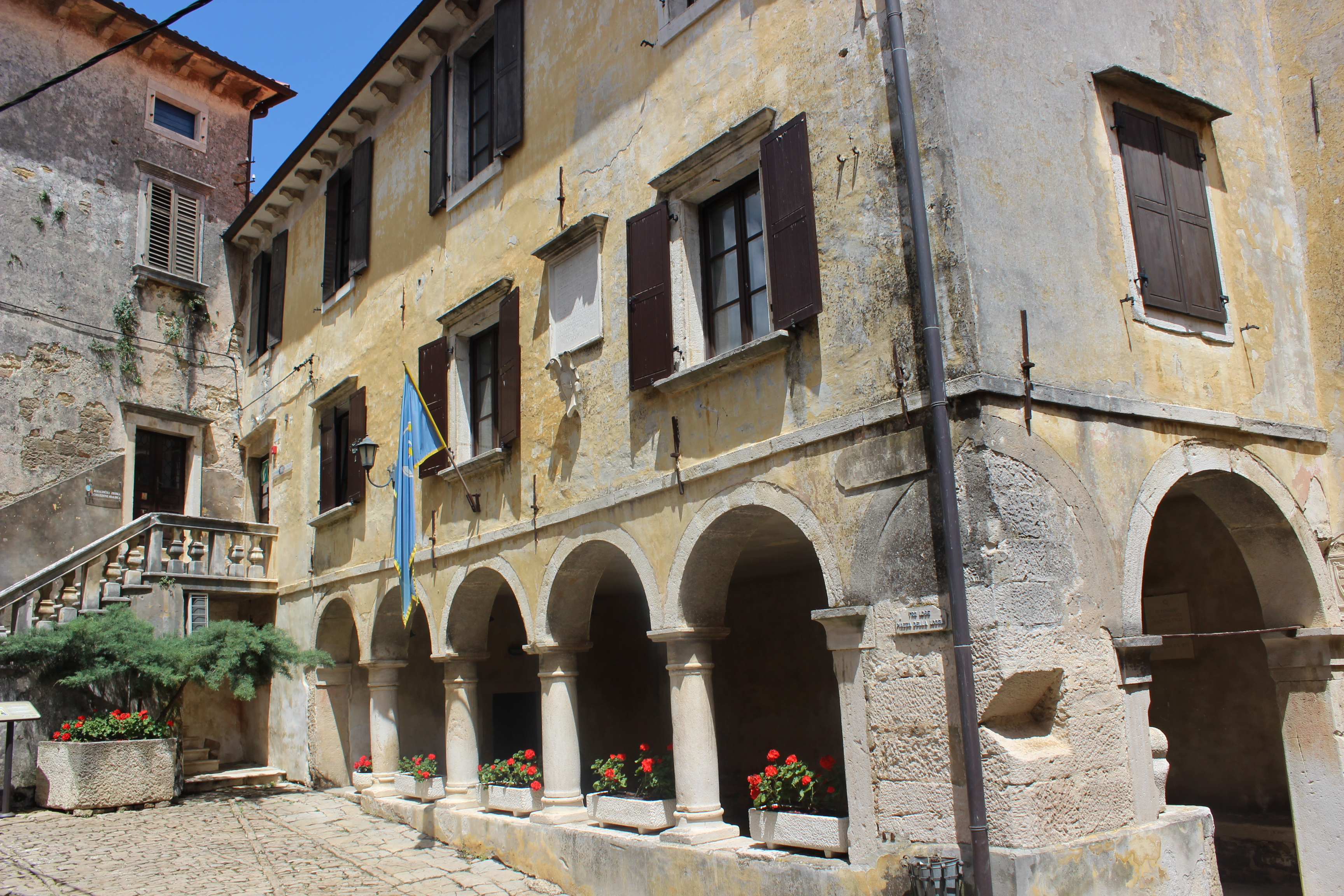